# Ausflag
Ausflag es una organización que fue establecida para promover una nueva bandera de Australia. 
Ausflag se formó en 1981 por Harold Scruby que desde entonces ha trabajado para fomentar el debate sobre el diseño de la bandera. Destacados australianos que han participado en la dirección de Ausflag incluyen a Nicolas Whitlam, Phillip Adams, Cathy Freeman, Malcolm Turnbull, Janet Holmes à Court y Nick Greiner. El expresidente del Movimiento Republicano Australiano, Malcolm Turnbull dejó Ausflag en 1994 después de que se le pidió su renuncia y en 2004 se unió a la Asociación de la Bandera Nacional Australiana.
El grupo está afiliado con NZFlag, una organización que fomenta un rediseño de la bandera de Nueva Zelanda.

## Campañas
Ausflag ha promovido concursos de diseño para una nueva bandera, en 1986, antes del bicentenario, en 1993, después de la elección de Sídney para los Juegos Olímpicos de 2000, y en 1998, antes del nuevo milenio.
En enero de 2011, la organización elaboró una declaración en apoyo de una nueva bandera, que ha sido firmado por más de una docena Australianos del Año, incluidos Patrick McGorry, Ian Kiernan, Dawn Fraser, Shane Gould, Ian Frazer, Gustav Nossal y Tim Flannery.
En el Día de Australia de 2013, Ausflag lanzó un séptimo diseño de la bandera, un concepto para una Bandera Deportiva australiana. Hasta la fecha ninguno de los diseños promovidos por la organización ha logrado su utilización.